# アサラクチ史
『アサラクチ史』は、1677年に外ハルハ、サイン・ノヤン部のシャンバ・エルケ・ダイチン(Šamba erke dayičing,善巴)によって編纂されたモンゴル年代記。

## 名称
『アサラクチ史』の正式な表題は、『アサラクチ・ネレトゥ・テウケ(Asaraγči neretü teüke)：アサラクチという名の歴史』である。モンゴル語の「アサラクチ(Asaraγči)」とは、チベット語の「ジャンパ(bYam-pa)」、サンスクリット語の「マイトレーヤ(maitreya)」、すなわち「弥勒」の意味である。著者のシャンバ(Šamba 善巴)の名前もそれに由来する。

## 著者
著者であるシャンバ・エルケ・ダイチン(Šamba erke dayičing,善巴)は、ダヤン・ハーンの子、ゲレセンジェ・タイジの6世孫である。その活動については『蒙古回部王公表伝』巻六十九 伝五十三 扎薩克和碩親王善巴列伝に記されている。生年については不明であるが、1664年、父の死を継いで所領を継承、1667年に扎薩克（ジャサク）の地位を継ぎ、イテゲンジトゥ・エイェチ・エルケ・ダイチン(Itedemjitü eyeči erke dayičing 信順額爾克岱青)の号を与えられた。1688年、ジュンガルのガルダンの侵攻を受け、内モンゴルに退避。1691年、ドロンノールで康熙帝に謁見し、多羅郡王（ドロイ・ギュンワン）に封じられた。1696年、康熙帝のガルダン遠征に従い、功績があったことから、和碩親王（ホショイ・チンワン）に封じられる。1698年に故地へ戻ったが、その9年後である1707年に亡くなった。同年、長子のタシドンドブ（達什敦多布）が和碩親王の爵を継承したが、清朝は1725年にその祖先であるトゥメンケンの子孫が増えているということで、その一族をトシェート・ハン部から独立させ、タシドンドブにサイン・ノヤンの称号を与えて盟長とし、サイン・ノヤン部を新設させた。このようにシャンバはハルハの政治において重要な位置にあり、またチベット語に精通した知識人でもあった。そのため『アサラクチ史』には多くのチベット文献が利用されている。

## 内容
『アサラクチ史』の全体的な構成は基本的に先行するモンゴル年代記と大きな相違はない。ただし、ハルハの年代記であることから、後半の部分にハルハに対するチンギス・ハーン家の支配とその王公の系譜が記されている。このハルハに関する記述は独自のものであり、16世紀から17世紀におけるハルハの歴史を知る上で貴重な情報を提供している。
『アサラクチ史』の特徴はダヤン・ハーン以降のモンゴル王公の系譜をかなり詳細に記していることである。『蒙古源流』にも同様の系譜が記されているが、それはオルドス部の王公について詳細であっても、その他の王家についてはそれほどではない。その後の年代記はこのような系譜をまとめて記すようになったが、『アサラクチ史』がその始まりといえる。のちに編纂される『アルタン・トプチ (ロブサンダンジン)』や『アルタン・クルドゥン』などは『アサラクチ史』を利用して書かれている。

## 引用文献
シャンバは『アサラクチ史』を編纂する際、多くの史料を利用したと記している。
- 『円満の冊子』
- 『ラン氏一帙』
- 『デプテル・ゴンポ』
- 『元朝秘史』
- 『アルタン・トプチ (著者不明)』
- 『ダライ・ラマ3世伝』
- 『ダライ・ラマ4世伝』

## 研究史
『アサラクチ史』の写本は現在、ウランバートルのモンゴル国立中央図書館に一本所蔵されている。この『アサラクチ史』のモンゴル文テキストを最初に公刊したのはペルレーで、Monumenta Historicaシリーズの第Ⅱ巻として出版した。それは原写本を手書きによって書き直したものをオフセット版にしたものである。その後モンゴル国のシャグダルスレンはMonumenta Historicaシリーズの第Ⅰ巻に、原写本の写真版を、ラテン文テキスト、語彙索引とともに公刊した。この写本は貝葉経タイプのもので、ペルレーはその書写体から、18世紀初めのハルハの中央地域で使われた葦ペンの文字の形をしているとした。彼はその研究の中で『アサラクチ史』の編者、編纂年代、そして表題について明らかにした。

## 参考資料
- 森川哲雄『モンゴル年代記』（2007年、白帝社、ISBN 9784891748449）